# Château de Bazoches
Le château de Bazoches, dont la première construction remonte au XIIe siècle, est situé sur la commune de Bazoches à l'extrême nord du département de la Nièvre, en Bourgogne-Franche-Comté. Du château, on découvre les premiers reliefs du Morvan au sud d'Avallon. Au-delà du village de Saint-Père se profile la colline de Vézelay.
Son plus célèbre propriétaire fut le maréchal de Vauban.
Le château fait l’objet d’un classement au titre des monuments historiques depuis le 11 mars 1994.

## Historique
Cette section ne s'appuie pas, ou pas assez, sur des sources secondaires ou tertiaires indépendantes du sujet. Le texte peut contenir des analyses inexactes ou inédites de sources primaires.
Pour l'améliorer, ajoutez-en, ou placez des modèles {{Source secondaire souhaitée}} ou {{Source secondaire nécessaire}} sur les passages mal sourcés. (août 2025)
C'est au XIIe siècle que Jean de Bazoches fait construire le château que nous connaissons, sur l'emplacement d'un ancien poste romain.
Le château passe ensuite des Bazoches aux Chastellux, Montmorillon et aux La Perrière (Charlotte de Chastellux (v. 1485-1523 ; fille de Philippe, † 1520, vicomte d'Avallon), dame de Bazoches, épouse Jean-Baptiste Saladin de Montmorillon († 1562), et leur fille Charlotte de Montmorillon marie vers 1532/1539 Gabriel de La Perrière ; la grand-mère paternelle de Vauban était Françoise de La Perrière, petite-fille de Gabriel,,).
En février 1675, le marquis de Vauban (1633-1707), natif de Saint-Léger-de-Foucheret, non loin de là, achète Bazoches qui avait donc appartenu à ses aïeux. La somme de 80 000 livres reçue de Louis XIV après la prise de Maastricht (1673), lui permet de régler 69 000 livres à la veuve du comte de Melun > Branche 10 "du Buignon et de Brumetz" (Louis-Armand de Melun, époux d'Anne de Veilhan de Giry), en y ajoutant 5 500 livres versées au duc de Nevers en vertu des droits féodaux (vente finalisée seulement le 17 août 1679) ; Vauban avait aussi Epiry par son mariage (plus le Creuzet en 1676), et il acquit Pierre-Perthuis en 1680, Vauban en 1684, Neuffontaines en 1693 et Champignolles le Haut (cf. Patrimoine du Morvan) en 1701.
Il fait alors modifier l'architecture et l'aménagement intérieur du château. Bazoches devient la demeure familiale de sa femme et de ses enfants, lui-même n'y fait que de rares et brefs séjours entre les campagnes militaires et le service du roi. Il profite de ces moments de repos pour parcourir la région. C'est à Bazoches qu'il rédige certains de ses ouvrages tels que ses Oisivetés et la fameuse Dîme royale (1707).
Le château est également une garnison militaire : Vauban fait construire une grande galerie afin d'y installer ses ingénieurs militaires. C'est là que sont réalisés les études et les plans des nombreuses places-fortes que Vauban aménage au cours de sa carrière. Les communs du château abritent les écuries nécessaires aux chevaux des ingénieurs et des messagers.
Les actuels propriétaires, descendants de la fille aînée de Vauban, Charlotte de Vauban mariée au comte de Mesgrigny d'Aulnay, gardent de nombreux souvenirs de Vauban (chambre à coucher, bibliothèque et son armure).

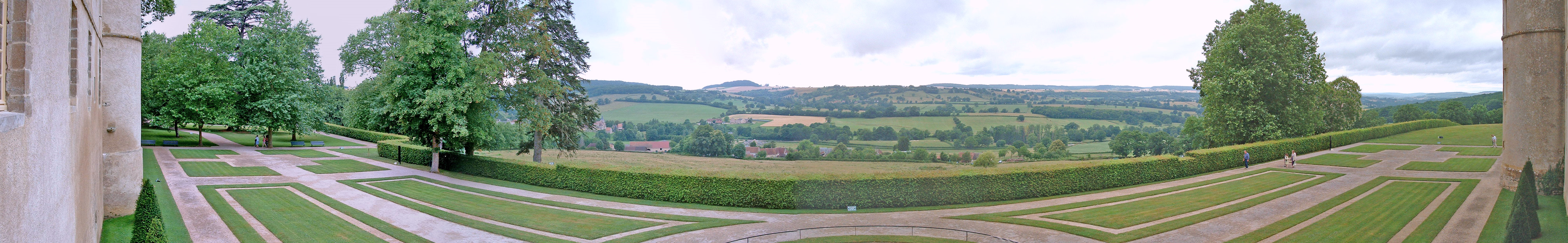
Panorama sur le Morvan.

## Architecture
Le château est situé à mi-pente d'une colline boisée, il offre une vue dégagée sur le Morvan. Il a la forme d'un trapèze irrégulier avec une tour ronde à chaque angle et un donjon carré, autour d'une cour intérieure. Au XVIIe siècle, Vauban fait ouvrir une porte dans la façade arrière, afin de faciliter l'accès des voitures.

## Propriétaires
- Jean-Baptiste Saladin de Montmorillon épouse Charlotte de Chastellux (née vers 1485, morte en 1523) ; ils ont une fille : Charlotte Saladin de Montmorillon.
- Charlotte Saladin de Montmorillon l'apporte en dot à son époux, Gabriel de La Perrière, seigneur de Billy et de Dumphlun, qu'elle épouse le 22 février 1532. Elle tenait ce fief du côté de sa mère de la famille de Chastellux[8]. Elle apporte également la seigneurie du Bouchet, et la vicomté d'Avallon[9].
- Leur fils Louis de La Perrière et son épouse Jeanne de Lanty.
- Leur fille Françoise de La Perrière, qui épouse Jacques Le Prestre de Vauban en 1591, donnant naissance à Urbain Le Prestre, père de Vauban[10].
- De 1675 à 1707 : Sébastien Le Prestre de Vauban (né en 1633, mort en 1707).
- Actuels propriétaires : Amaury de Sigalas, descendant de Vauban par Charlotte, sa fille ainée [11].

## Œuvres d'art
Outre des tableaux de l'atelier de Hyacinthe Rigaud, on voit au château de Bazoches un portrait d'Adam Frans van der Meulen, deux dessins de Louis Gabois et dans la chapelle un tableau de Jean Senelle.

## Cinéma
Le téléfilm de Philippe Niang, La Révolte des innocents N'y a pas été tourné, mais tourné au château Vauban, situé dans un hameau de Bazoches appelé Vauban, à ne pas confondre avec le château de Bazoches. Les deux chateaux ont appartenu à la famille de Vauban

## Télévision
En juin 2020, une équipe de l'émission Secrets d'Histoire a tourné plusieurs séquences au château dans le cadre d'un numéro consacré au marquis de Vauban, intitulé Vauban, le roi et les forteresses, diffusé le 14 septembre 2020 sur France 3.

## Galerie

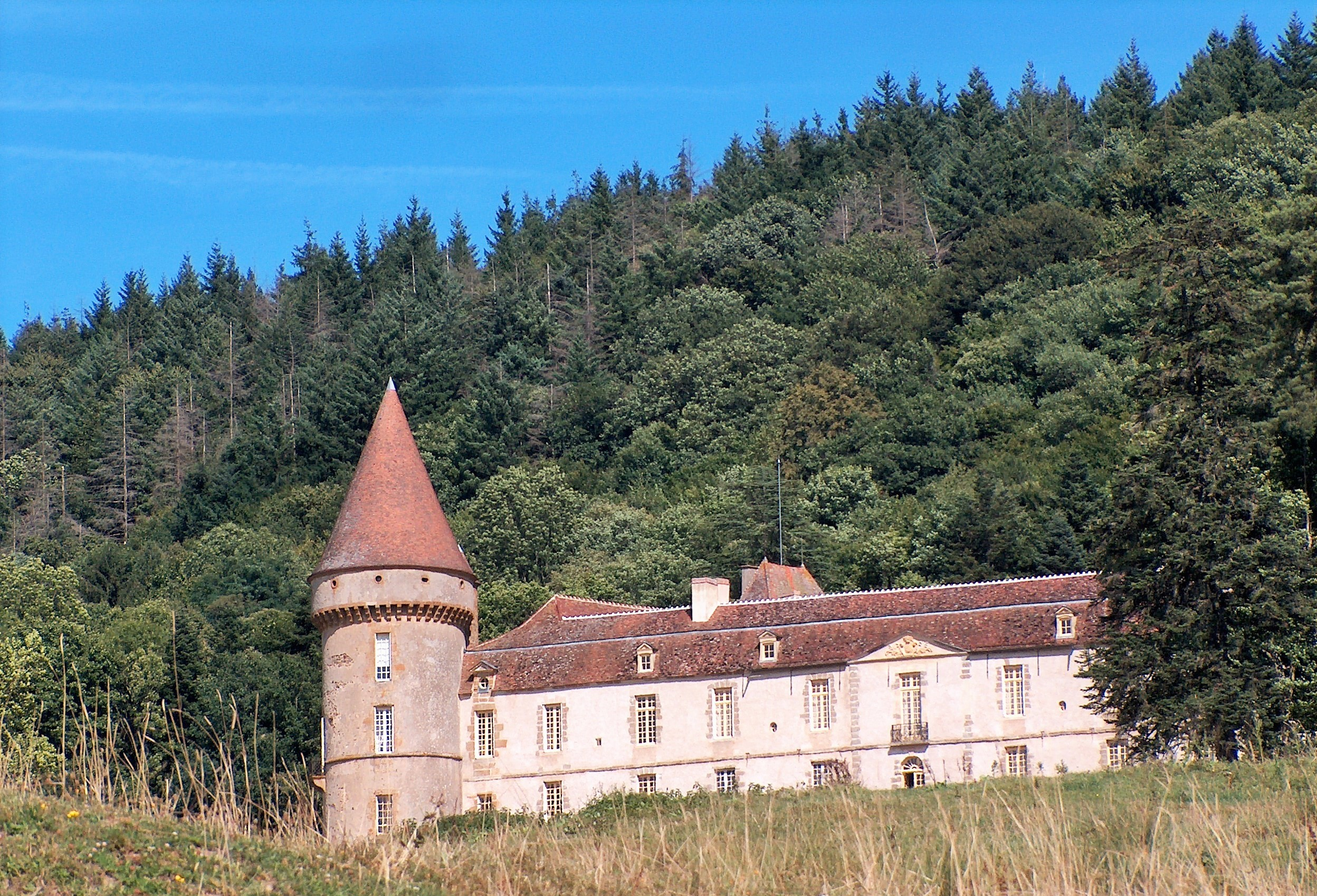
Vue de l'ouest.
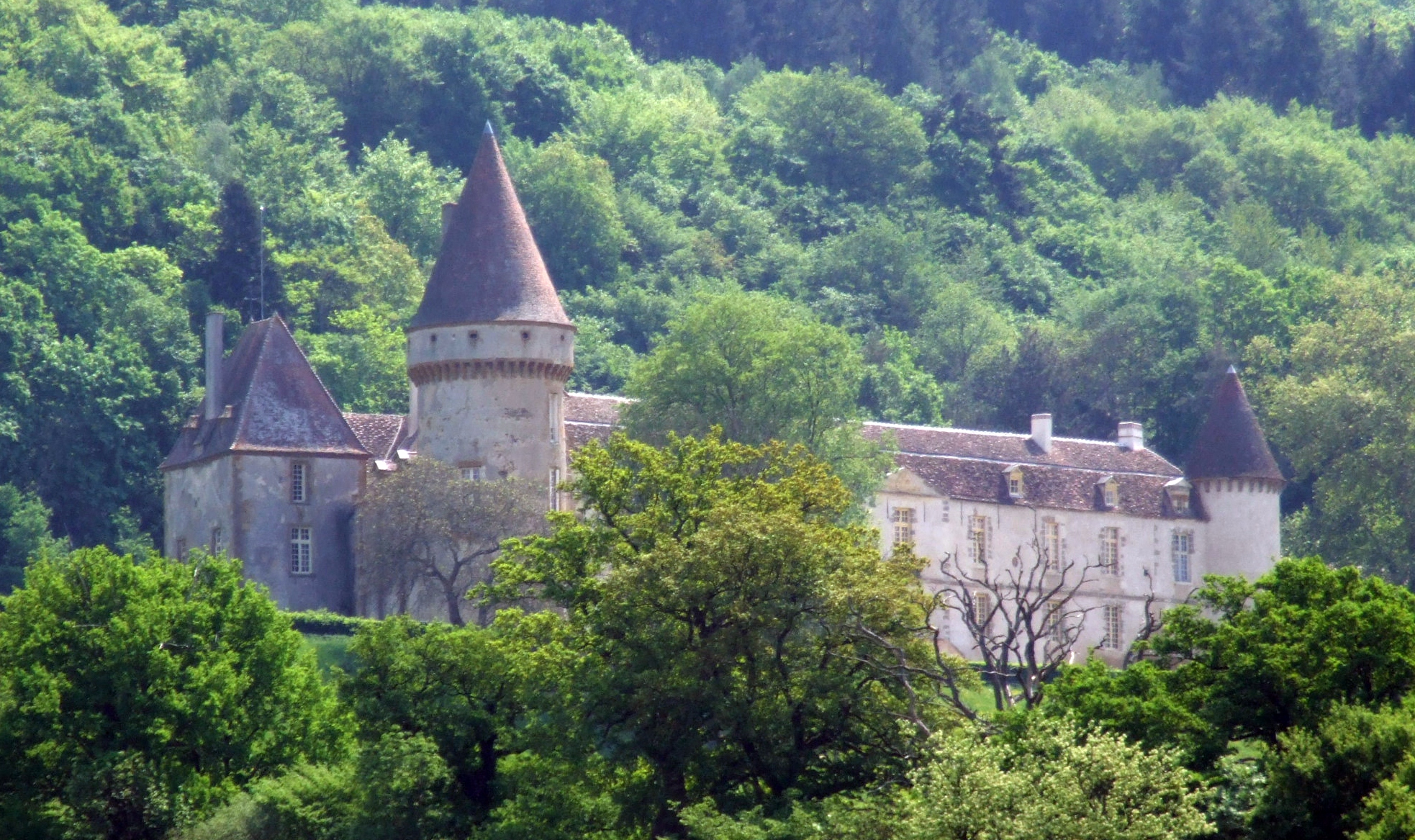
Vue du nord.
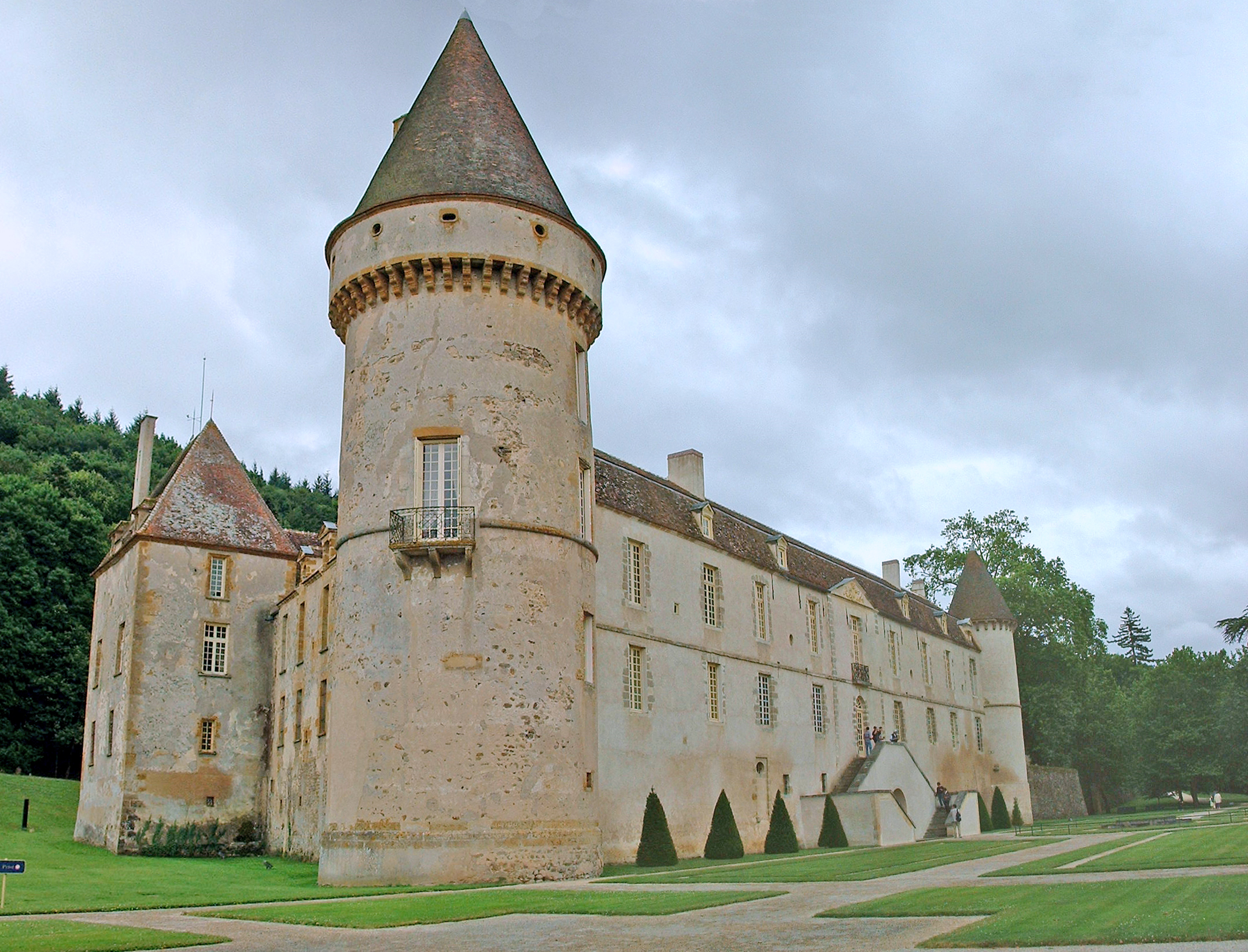
Vue rapprochée, du nord.

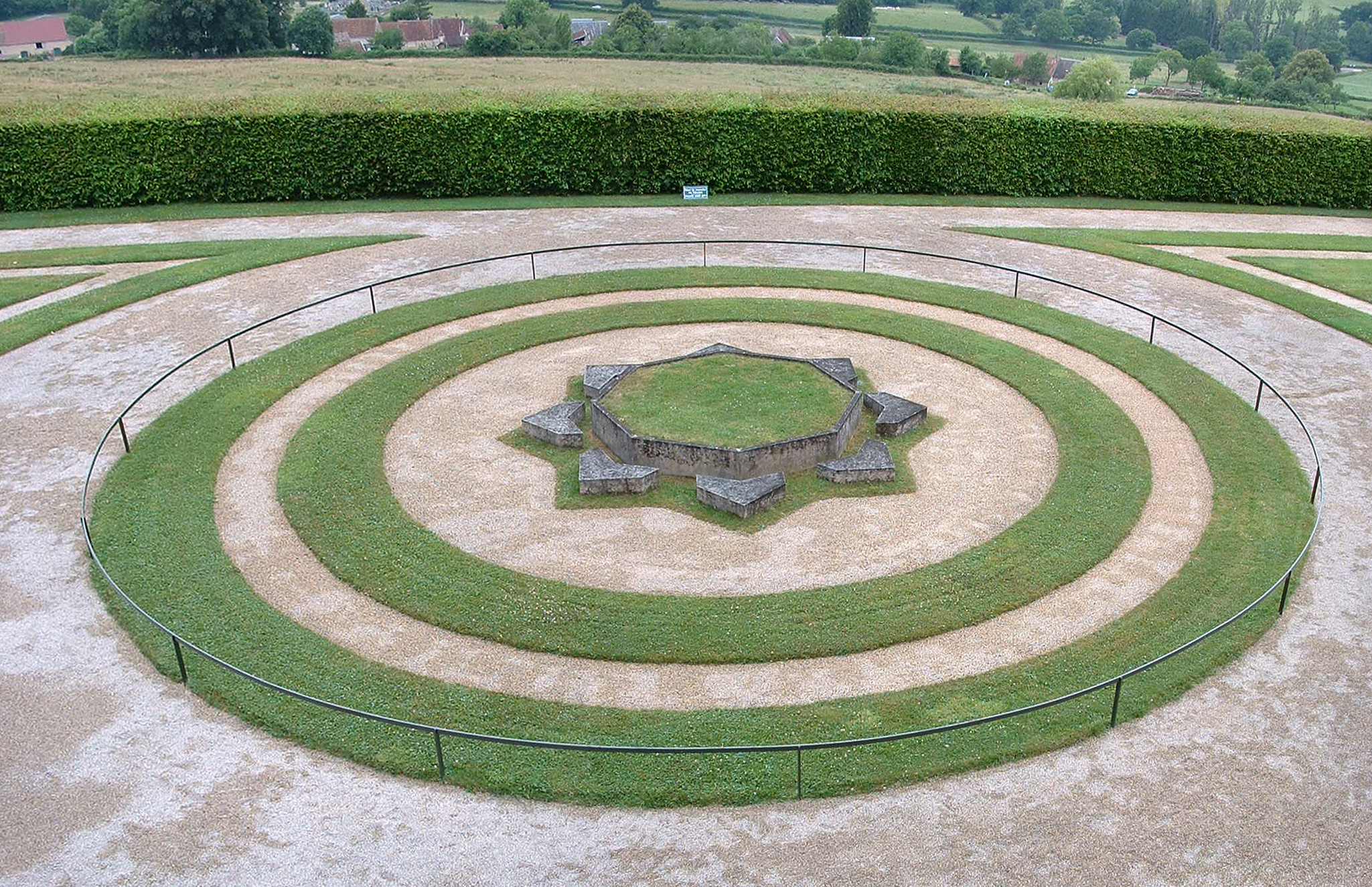
Parterre évoquant les fortifications de Vauban.
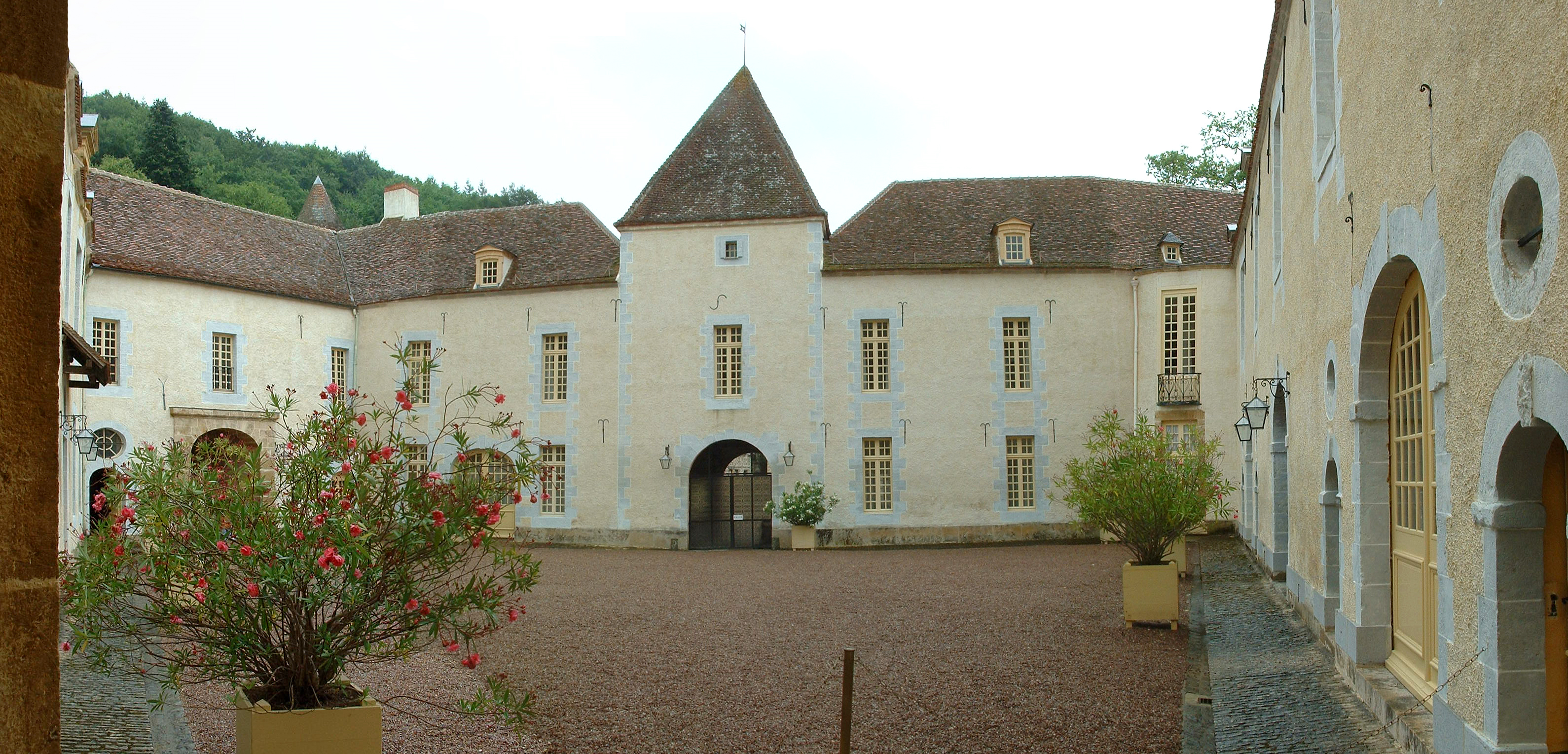
La cour intérieure.
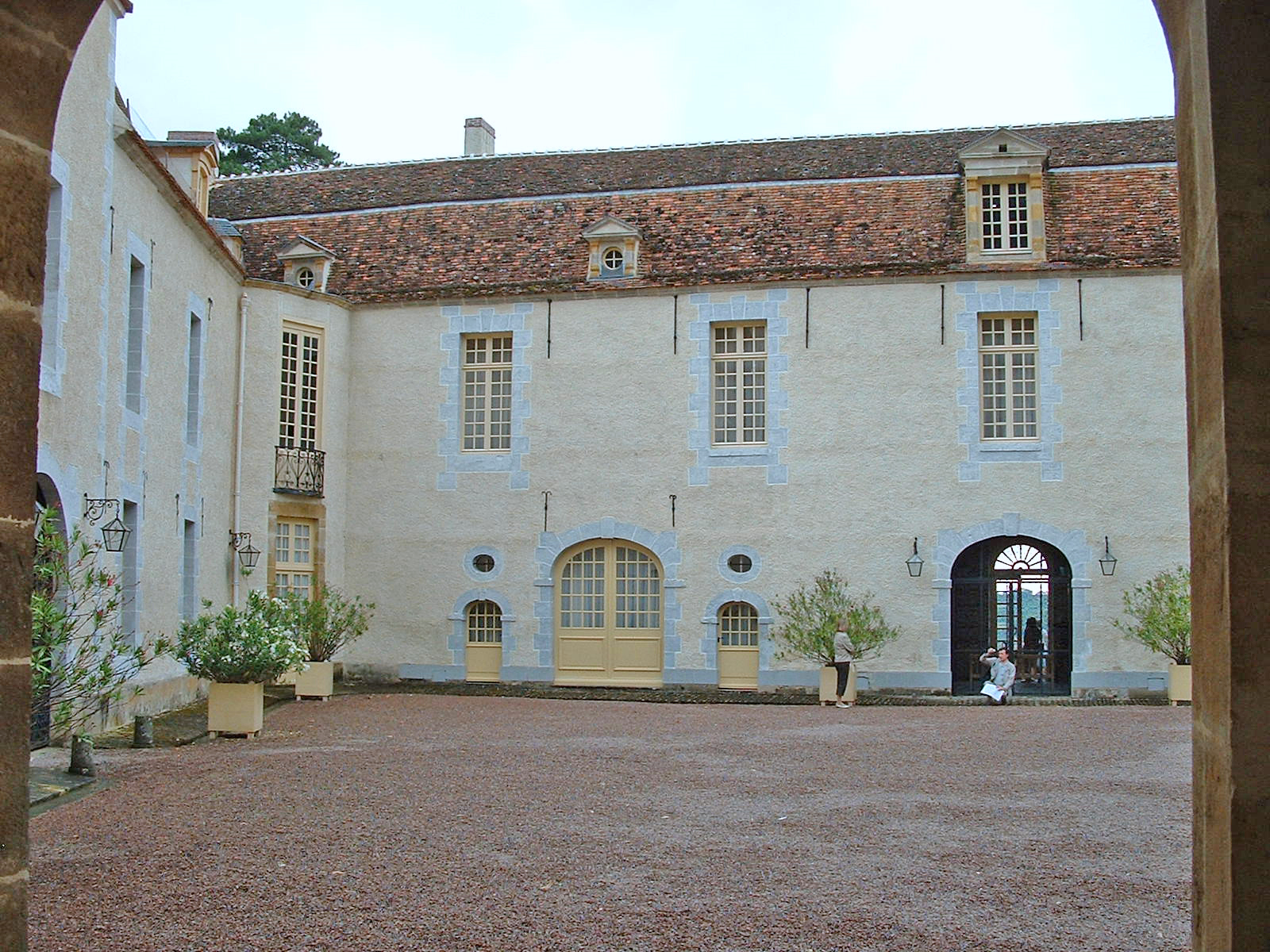
La cour intérieure.
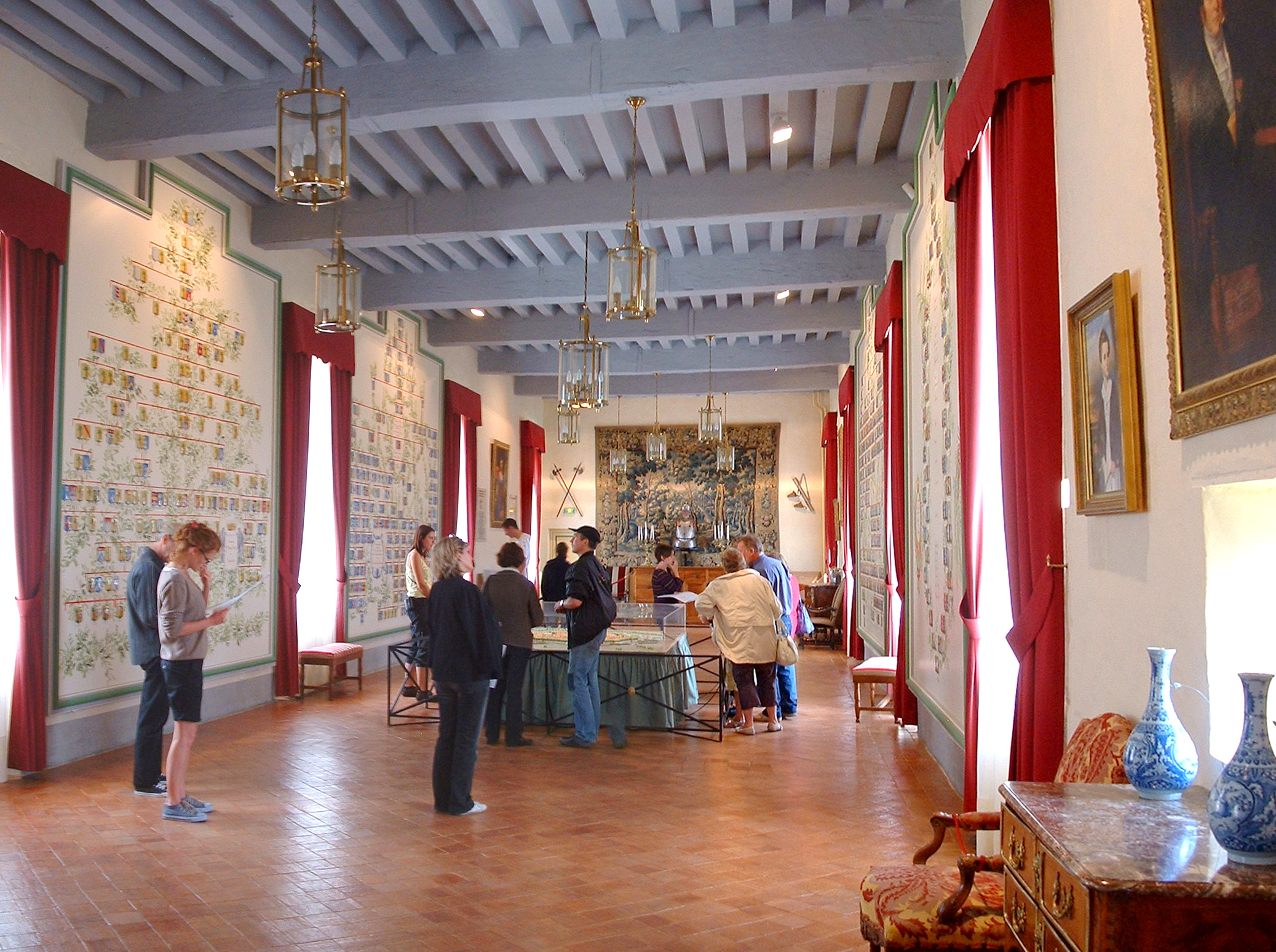
La grande galerie.

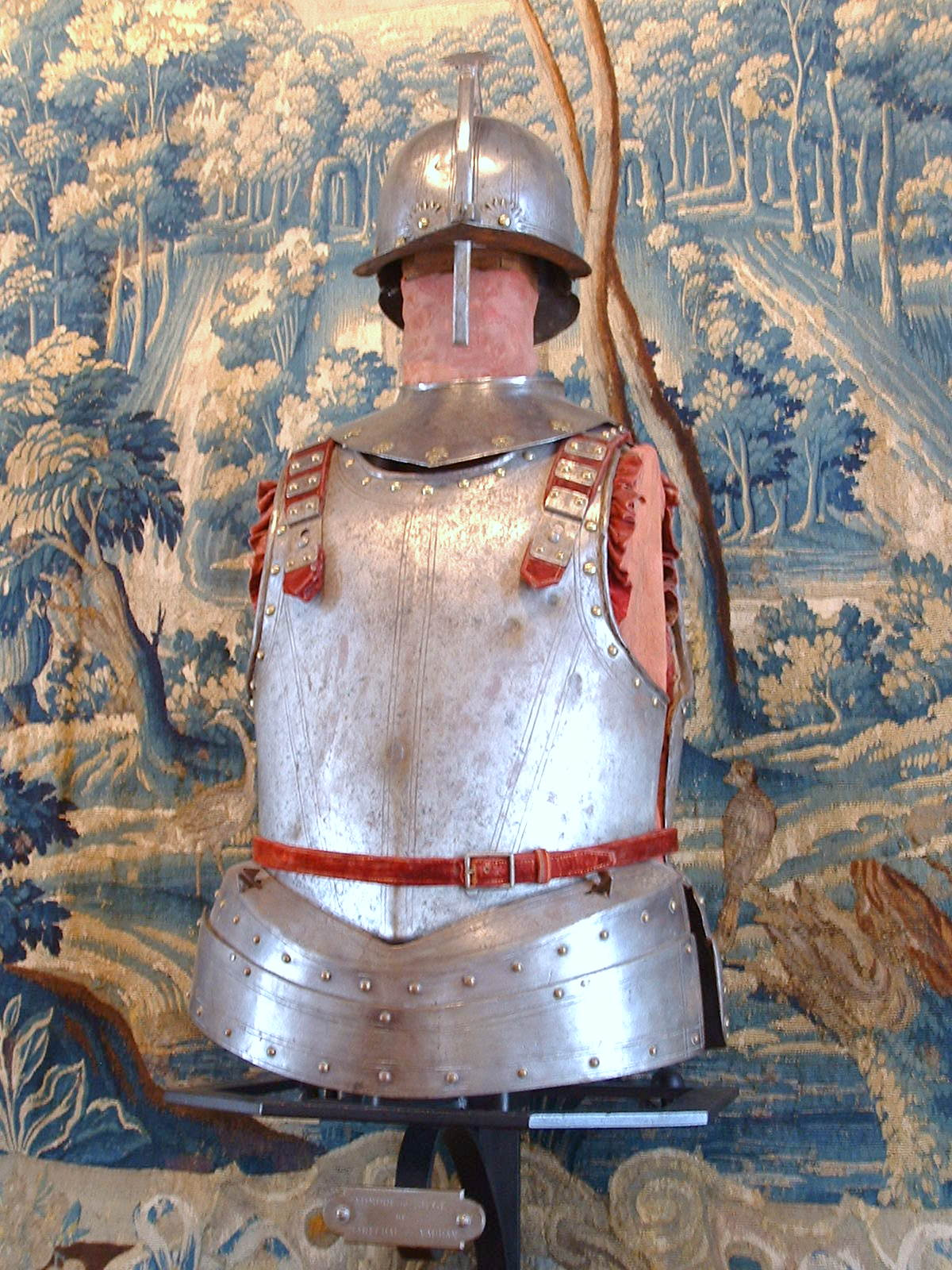
L'armure de siège de Vauban.
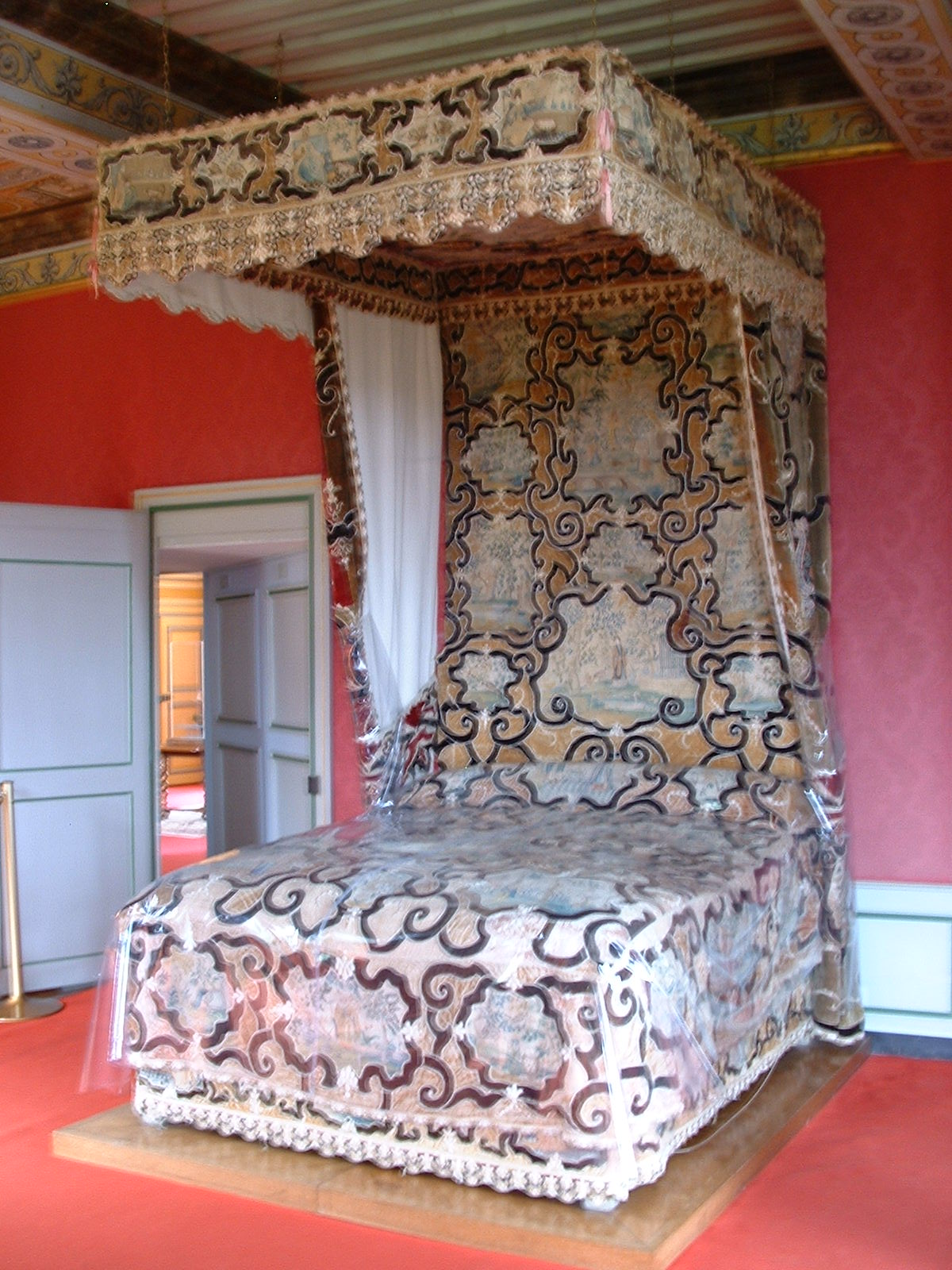
Le lit de Vauban.
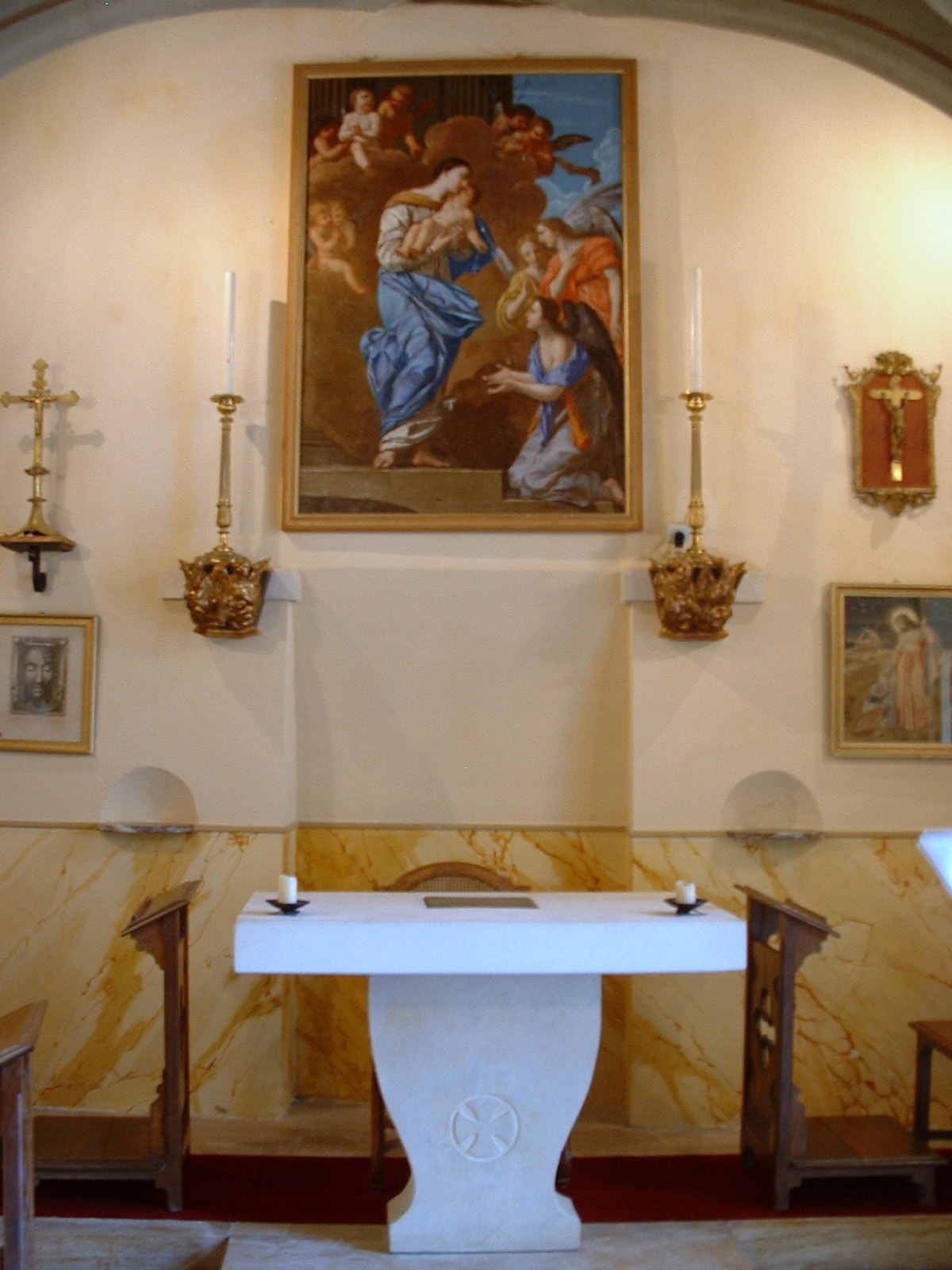
La chapelle du château, avec le tableau de Jean Senelle.
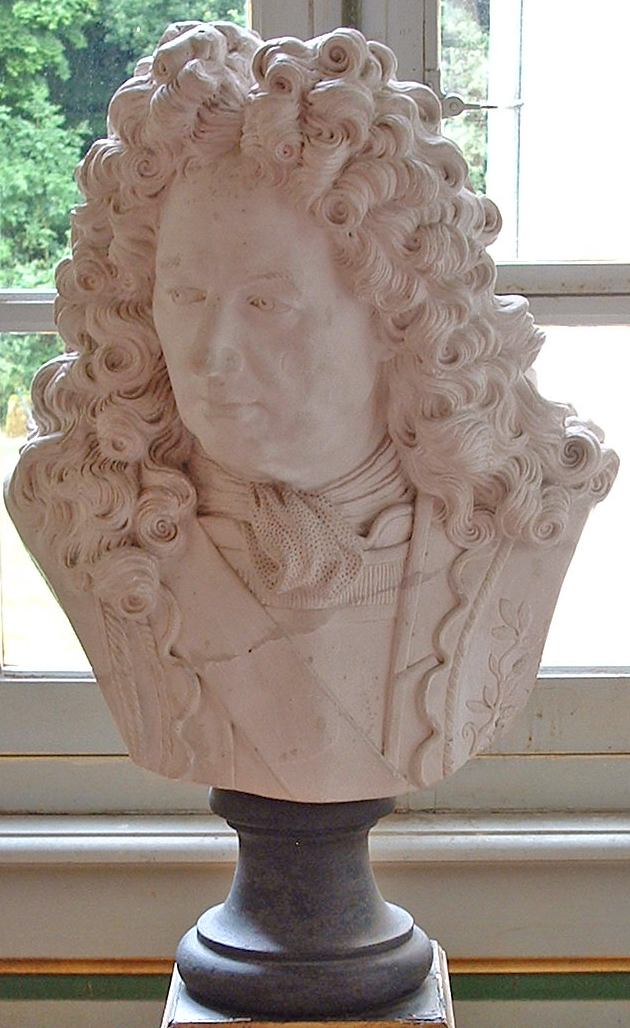
Antoine Coysevox, Buste du maréchal de Vauban.